# الفن والسياسة في تونس ما بعد 2011

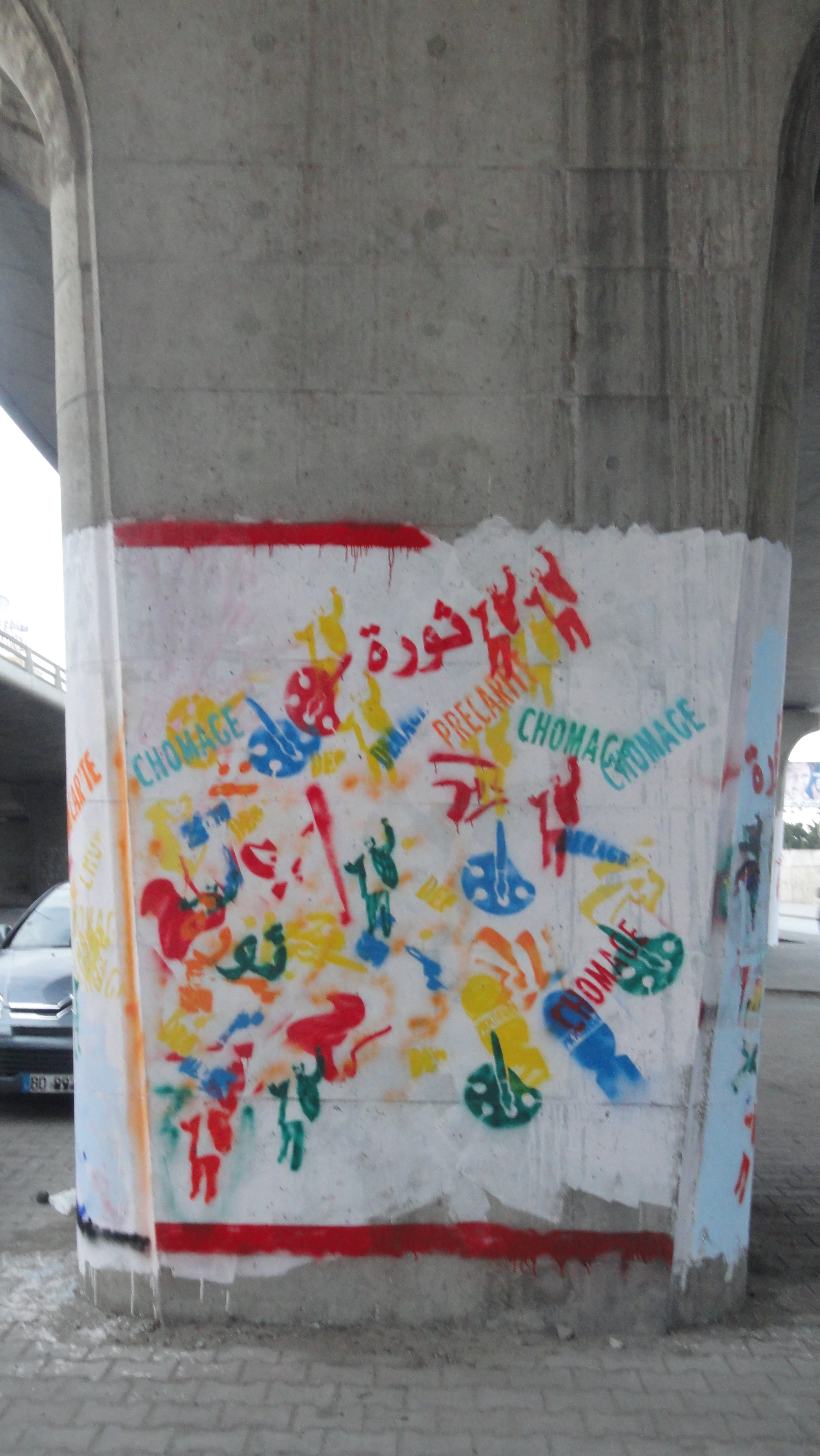
غرافيتي الثورة التونسية

يعود تاريخ الثقافة التونسية إلى آلاف السنين، لكن الثورة التونسية عام 2011 أحدثت تغييرات مهمة في طريقة تفاعل الفن والسياسة في تونس. استبدلت الرقابة في ظل ديكتاتورية الرئيس السابق زين العابدين بن علي بحرية تعبير غير مسبوقة وأسئلة حول كيفية استخدامها. قوة الفنون المكتشفة حديثًا في تونس والتحديات الجديدة التي يتعين على الفنانين التصدي لها صدى لتلك الموجودة في البلدان الأخرى المتأثرة بالربيع العربي، وخاصة مصر.

## الخلفية

### الفن قبل الثورة التونسية
وجد الفنانون طرقًا للالتفاف أو تجنب الرقابة على أعمالهم قبل سقوط نظام زين العابدين بن علي. الرسم التعاوني التونسي على سبيل المثال هو شكل من أشكال الفن تم إنشاؤه في تونس خلال الثمانينيات والذي يسمح للعديد من الفنانين بالتعاون في قطعة واحدة دون مناقشة أو تخطيط مسبق. على الرغم من أن سوق الفن التونسي كان صغيرًا نسبيًا ويتوجه إلى الداخل التونسي مقارنةً ببلدان شمال إفريقيا الأخرى مثل المغرب أو الجزائر، إلا أنه كان هناك دليل على مشهد فني ديناميكي متطور حتى قبل الثورة، مع نجاحات غاليري المرسى أو لو فيولون. بلو.

### الفن أثناء الثورة التونسية وبعدها
انتشرت الأعمال الفنية التي استخدمت الثورة كموضوع أساسي بعد سقوط النظام السابق، لمحاكاة الرموز الثورية الشهيرة واستكشاف التحديات المعقدة التي لا تزال تواجهها البلاد. شهدت الثورة تطورًا في عدد المظاهر الفنية مثل المعروضات، وأبرزها في مجال التصوير الفوتوغرافي. ازدهرت أشكال الفن الأخرى مثل الموسيقى أيضًا بعد الثورة.
كما استخدم الفنانون بقايا النظام القديم ومن المظاهرات أنفسهم خلال الثورة، من خلال تحويل مركز للشرطة إلى معرض فني أو تحويل السيارات المحترقة إلى أعمال فنية. أصبحت فيلات الطرابلسيين، عائلة ليلى بن علي، زوجة زين العابدين بن علي، هدفًا لفناني الجرافيتي بعد فترة وجيزة من سقوط النظام.

#### فن الشارع
في الأشهر التي أعقبت الثورة وبعدها، لعب فن الشارع دورًا رئيسيًا من خلال استعادة الأماكن العامة التي كانت تسيطر عليها الحكومة والسماح للفنانين والمواطنين العاديين بالتعبير عن أنفسهم بحرية لأول مرة منذ سنوات. استخدم الفنانون الفرديون أو المجموعات، مثل جماعة أهل الكهف التي يديرها الطلاب، الإستنسل والكتابة على الجرافيت واللوحات لتصوير موضوعات سياسية أو ثورية، مثل صورة محمد البوعزيزي. بالإضافة إلى استخدام الرموز الثورية المحلية، أعاد فنانو الشوارع أيضًا استخدام الرموز الثورية الغربية وأمريكا اللاتينية في العمل. كانت الجداريات واحدة من أكثر أشكال فن الشارع شيوعًا، حيث تمثل، على سبيل المثال، الأشخاص الذين قتلوا خلال الثورة. في الواقع، أسس فناني الجرافيتي في الثورة التونسية «ثقافة مقاومة»، تشبه إلى حد كبير تقاليد الفلسطينيين في الفن الهزلي التخريبي.
وبحسب نيكولاس كورودي، فإن «رسومات الثورة التونسية لها دائمًا طابع ثوري في الشكل. وهذا يعني أنه وُجد على أنه إعادة استملاك للممتلكات الخاضعة للسيطرة الاستبدادية. ومن الملاحظ أيضًا أنه الشكل الفني الوحيد الذي نشأ عن الثورة. بينما كان عدد قليل من الفنانين موجودين في تونس خلال نظام بن علي، تم التستر على أعمالهم بسرعة وقليل من الناس يعرفون عن شكل الفن. منذ الثورة، نمت بشكل هائل».

#### الرد الأكاديمي
ثارت الثورة في تونس وعواقبها الكثير من النقاش. كرس المفكر التونسي الدكتور محمد صلاح عمري، الاستاذ في جامعة أكسفورد في الأدب العربي الحديث، الكثير من أبحاثه لفحص التقاطعات بين الشعر والثورة، «التقاء» بين الثقافة والثورة والنقابية في تونس، والتحديات العامة للتحول الديمقراطي في البلاد.

## المؤسسات والمنظمات الفنية الجديدة
افتتح مركز بشيرة للفنون، الواقع بالقرب من سيدي ثابت بين تونس وبنزرت، في يوليو 2011. يهدف المركز إلى تطوير الفن المعاصر من خلال توفير مساحة للفنانين لإنتاج وعرض الأعمال، بالإضافة إلى مختبر تجريبي لتقنيات البحث وتعريف الأطفال بعالم الفن.
شهد متحف قرطاج الوطني إطلاق برنامج شامل يسمى قرطاج المعاصرة، وهو جزء من مشهد فني معاصر ديناميكي بشكل متزايد في تونس.
كما تم تأسيس الاتحاد التونسي للفنون التشكيلية (Fédération Tunisienne des Arts Plastiques) بعد ثورة ٢٠١١، وهو تجمع من جمعيات الفنانين الشباب التي تهدف إلى الدفاع عن الفنون البصرية وتعزيزها في تونس. تشترك في هذه الأهداف منظمتان موجودتان من قبل، وهما جمعية الفنانين التشكيليين التونسيين (اتحاد الفنانين التشكيليين التونسيين) واتحاد مهن الفنون البصرية (نقابة الفنون التشكيلية)، التي تم إنشاؤها في عام ٢٠٠٩.

## التأثيرات الدولية

### في تونس
أطلق فنان ومصور الشوارع الفرنسي جي آر المرحلة الأولى من مشروعه"Inside Out" في تونس، حيث عرض المصورون المحليون صوراً واسعة النطاق للتونسيين العاديين في جميع أنحاء البلاد بدلاً من صور الرئيس التي كانت موجودة في كل مكان في السابق. عزز المشروع النقاش مع التونسيين، الذين فهم بعضهم المشروع وقدّره، بينما لم يعتقد آخرون أن الفن يجب أن يلعب دورًا سياسيًا باستخدام الأماكن العامة، واشتكوا من أن النظام السابق فرض عليهم بالفعل صورًا طوال الوقت.
كما احتفل الفنان الجزائري-الفرنسي ZOO Project بالثورة من خلال وضع مئات التماثيل في جميع أنحاء مدينة تونس للتذكير بالثوار التونسيين وخاصة أولئك الذين لقوا حتفهم أثناء الثورة.

### في الخارج
استكشف الفنانون التونسيون أيضًا مواضيع سياسية وثورية في معارض بالخارج. في فرنسا، استضاف معهد العالم العربي حدثين. في مايو ٢٠١١، عرض معرض بعنوان "Dégage" (تعني كلمة «إرحل» بالفرنسية) صوراً فوتوغرافية للثورة من قبل مجموعة تصوير تونسية تحمل الاسم نفسه. عرض المعرض الثاني الذي استمر في الفترة من يناير إلى أبريل ٢٠١٢ بعنوان «مفارقات - تونس سنة واحدة» أعمالًا لفنانين تونسيين وآخرين من الشرق الأوسط للاحتفال بذكرى الثورة. وتضمنت لوحات وكتابات على الجدران وصور ومنحوتات لفنانين مثل رسامة الكاريكاتير نادية كياري والمصور هشام إدريس.
في الولايات المتحدة، نظمت الطالبة التونسية إكرام الأخضر معرضًا في كلية كونيتيكت بعنوان «لحظات الحرية: فن ثوري من الصين وجنوب إفريقيا وتونس» في أبريل ٢٠١٣ مع أعمال للمصورين التونسيين المعاصرين وسيم جريمين وعمر صفيحي ويوسف بن عمار. وفنانين مشهورين دوليًا مثل ديان فيكتور وتشانغ هونغتو ورجاء غربي وويليام كنتريدج.
ي ألمانيا، استضاف معرض ifa في شتوتغارت معرضًا من يناير إلى مارس ٢٠١٣ بعنوان "Rosy Future" حول مستقبل الفن المعاصر في تونس بعد الثورة.